# Bueu
Bueu es un municipio español de la provincia de Pontevedra, en la comunidad autónoma de Galicia. Está situado en el margen norte de la península del Morrazo, de la que forma parte junto con los municipios de Marín, Cangas de Morrazo y Moaña.

## Toponimia
Existen varias opiniones con respecto al significado y origen del topónimo de Bueu.
La más a extendida es terreno pantanoso que podría derivar de los términos gallegos boedo o buedo, del latín bodetu, bodum y vau (charco) a su vez relacionado con el término latino budam y el vocablo céltico bedu o budu que significa espadañal, junquera o lugar encharcado, haciendo alusión a la zona pantanosa de las Lagoas, en el centro de la ensenada, que dio origen a la actual villa. De hecho, todavía existe hoy en el municipio el topónimo de Xunqueira.
Otros autores hacen también referencia a la fonética del término latino vadum cuyo significado también se refiere a terrenos encharcados. Este origen etimológico podría estar relacionado con el de otros topónimos de la vecina comunidad de Asturias como El Beu, el canal de Beyu, el río Bedón, Los Beyos, Bayu y Bayín.

### Gentilicio
Existen varias formas del gentilicio: buenense, bueuense o bueués.
Algunos autores califican como disparate la forma buenense por incluir una raíz absurda que mezcla las vocales patrimoniales «ue» con una «n» supuestamente culta pero inventada, sin base alguna, hace poco años en el uso periodístico. En cambio, el gentilicio bueués (y el correspondiente femenino bueuesa), creado también modernamente, añade el sufijo patrimonial -és a la raíz actual y patrimonial bueu.
Otros autores defienden la forma bueuense.

## Geografía
Su superficie es de unos 31 km², de los cuales aproximadamente 10 km² son de carácter insular.
Una de las peculiaridades del municipio es que una de sus parroquias es la Isla de Ons, localizada en la ría de Pontevedra y es la única isla del parque nacional de las Islas Atlánticas de Galicia que se encuentra habitada en la actualidad. Por otra parte, todas las parroquias del municipio son costeras a excepción de Ermelo.

## Historia

### La Edad de Piedra en Bueu
En la zona de Castiñeiras se localizan tres mámoas y otra más en el lugar de Chans, en la parroquia de Cela; se trata de recintos funerarios megalíticos que datan del Neolítico, alrededor del 3500 a. C.
También en la zona de Castiñeiras se localiza el petroglifo de Abelaires, grabados rupestres que datan de alrededor del 2000 a. C.

### La etapa castreña de Bueu
Hay constancia de hallazgos arqueológicos como los castros de la Isla de Ons, Castrillón (Meiro), Bon (Beluso) o el de A Cividade, todos ellos de la Edad del Bronce. 
Es probable que las laderas circundantes sobre la bahía de Bueu fuesen habitadas y explotadas de forma permanente alrededor del siglo IV a. C., como indica la aldea fortificada de A Cividade, y que, posteriormente, los habitantes de estas zonas se trasladasen a la zona del valle.
La pesca en la época castreña era una actividad orientada al autoconsumo, generalmente limitada a áreas próximas a la costa, zonas rocosas y playas, y utilizando métodos de pesca sencillos. Los restos encontrados en los concheros de los castros atestiguan el consumo de mariscos, habiéndose identificado más de 35 especies diferentes de ostras, mejillones, almejas, lapas, navajas, vieiras, berberechos, bígaros o erizos de mar.
Posteriores son los asentamientos romanos de Pescadoira y Meiro, con aras dedicadas a los lares viales.

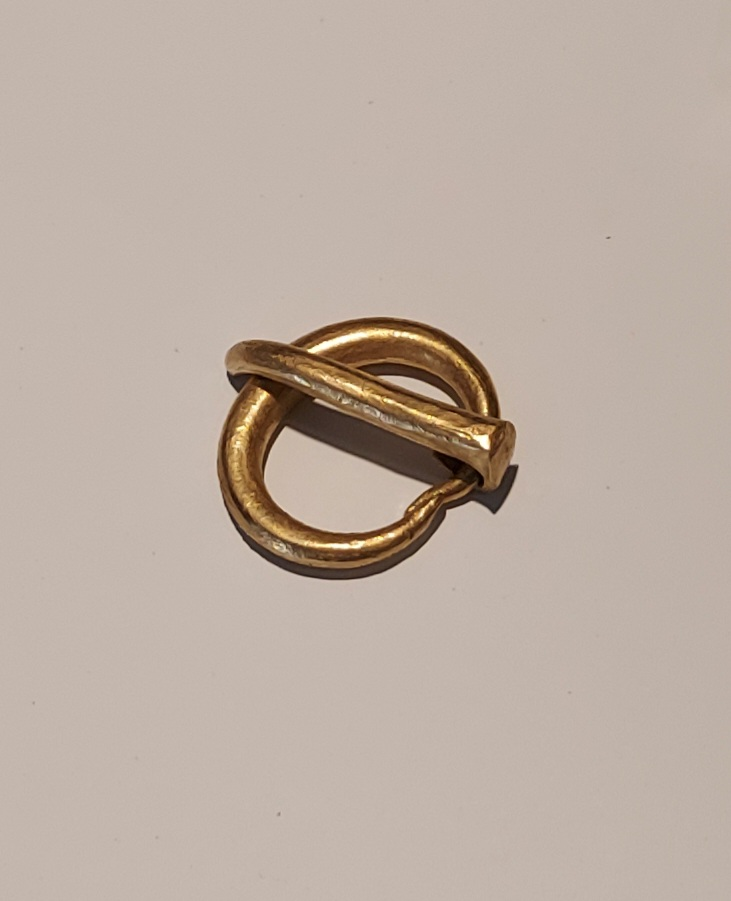
Fíbula de oro localizada en Bueu, datada entre los siglos I y III d. C., expuesta en el Museo de Pontevedra.

### La romanización de Bueu

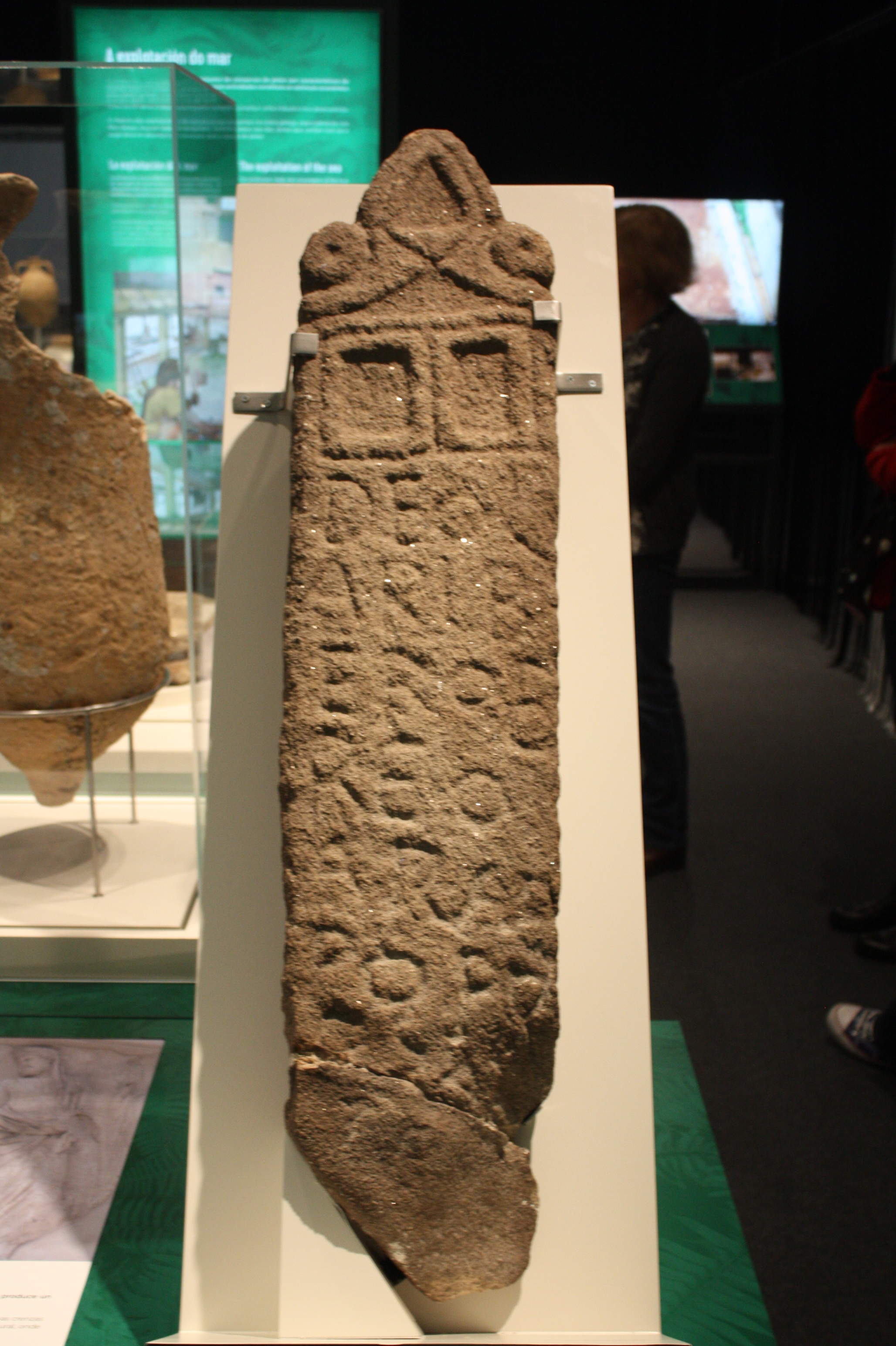
Ara dedicada al Dios Berobreo en Donón (Hío)

El desarrollo poblacional e industrial de Bueu con características romanas tiene lugar desde principios del siglo II, cuando ya se habían establecido las condiciones previas necesarias: el establecimiento de la red viaria, tanto interior como costera, y la romanización de las comunidades locales, es decir, su integración social, económica, política y administrativa bajo la influencia de Roma.
Durante este siglo, gracias a la romanización, se produce la transformación de la pesca desde el modelo castreño hacia la explotación industrial: se introducen nuevas artes de pesca que permiten capturar nuevas especies y en mayores volúmenes, se establecen factorías asociadas a la pesca, los productos pesqueros se convierten en productos comercializables, se desarrolla en paralelo la industria cerámica asociada, etc. Esto conlleva la ocupación permanente de la zona más próxima al mar de la ensenada de Bueu y la organización del poblado con base en la estructura de una villa romana.
El santuario dedicado al dios Berobreo, en el siglo II, en el cercano Monte do Facho (Hío), es también un testimonio arqueológico de los cambios experimentados en esta época.
Los restos arqueológicos indican que precisamente desde principios del siglo II la zona de Pescadoira se convirtió en uno de los espacios principales de este Bueu ya romanizado y un núcleo costero importante dentro de la zona del conventus Bracarensis.
La fábrica romana de salazón, localizada entre la punta Pescadoira y el final oriental de la playa de Bueu, ocupaba una superficie de 900 a 1000 metros cuadrados. Sus instalaciones se extendía formando un eje central de norte a sur y otro eje menor perpendicular. Disponía de un patio con una batería de pilas de salazón, conectadas al exterior con la explanada del puerto a través de un pórtico con columnas; también existían una serie de salas o talleres en la zona intermedia y, para finalizar, un horno para ánforas. Se calcula que esta fábrica romana estuvo en funcionamiento durante tres siglos, hasta principios del siglo V.
Estudios arqueológicos han permitido identificar en diferentes yacimientos del siglo III en el noroeste de la península ibérica ánforas producidas en Bueu. Estas ánforas propias de Bueu se conocen con los nombres de "Regional I" y "Regional II" con base en la nomenclatura de Rui Morais y "San Martiño de Bueu I" y "San Martiño de Bueu II" con base en la nomenclatura de Adolfo Fernández Fernández. Fueron localizadas en yacimientos de Lucus Augusti, Bracara Augusta, el Castro de Santa Tecla, Tongobriga, Turoqua, Monte Castro (Panjón) o Monte Castelo (Castro de Guifões en la región de Oporto).
Las ánforas de tipo "San Martiño de Bueu I" tenían una base plana, más propias para el comercio a cortas distancias, en carro, que para el comercio marítimo. Se cree que tendrían diferentes usos, principalmente derivados de la salazón de pescados, como salsas o grasas. Las ánforas tipo "San Martiño de Bueu II" sí que corresponden con las formas típicas de las ánforas utilizadas habitualmente en las salazones.
Se descubrieron las ruinas de una villa romana del siglo II en las inmediaciones de Montero Ríos. Se trataría de un grupo de edificios aislado de otras construcciones; en sus proximidades, más cerca del mar, se extendería el barrio industrial, mientras que los artesanos y pescadores se situarían más lejos, en los alrededores del puerto de Pescadoira.
Además, cumple con las características habituales de las villas romanas: acceso a recursos naturales (agua dulce, bosques, tierras de pasto y cultivo, riqueza piscícola...), buenas comunicaciones por tierra a través de vías de primer orden (Vía XIX y Vía XX), así como comunicaciones por vía marítima. También en cuanto a su construcción: en una zona próxima al mar, pero ligeramente elevada, no inundable por las mareas, bien ventilada y con buena insolación.
Estas construcciones sufrieron ampliaciones a partir del siglo III, coincidiendo con un aumento de la producción artesanal e industrial en esta población, y es probable que perdurasen hasta el siglo V.
Las Rías Bajas y, más concretamente, la Ría de Vigo y la Ría de Pontevedra tuvieron durante esta época una gran importancia como centros productores con barrios portuarios. Concretamente, Bueu fue un lugar destacado en el litoral del Atlántico norte peninsular y uno de los puntos claves de la importante Via Maris Atlantica, junto con Vigo, ambas cabeceras industriales en sus respectivas áreas de influencia y enclaves comerciales de primer orden.

### Bueu en la Edad Media (s. V - XV)
Solamente por la antigüedad de los templos que posee Bueu podemos acercarnos a la época en la que nació como parroquia. Se sabe que Bueu tenía templo antes del siglo XIV; en Beluso hay datos referentes a una cesión en 1008; la Iglesia de Cela es del siglo XII.
Documentos asociados al monasterio de Santiago de Ermelo mencionan al juglar Mascía, alrededor del año 1262, relacionándolo con familias nobles de la zona de Bueu, coincidiendo con la época de mayor esplendor de la lírica galaicoportuguesa. Algunos autores sostienen que podría tratarse del trovador Macías el Enamorado, dada la escasa solidez de los argumentos que lo ubican en Padrón en el siglo XIV.

#### El Monasterio de Santiago de Ermelo
Existió en Ermelo un monasterio, hoy desaparecido y del que sólo se conserva la iglesia. Su origen se remonta a la Alta Edad Media, probablemente en el siglo X, fue restaurado en el siglo XII y en el siglo XV se anexionó al cercano monasterio de San Juan de Poyo.
En la iglesia existen dos inscripciones epigráficas, piezas de altísimo valor histórico para Galicia, tanto por su excelente estado de conservación como por su contenido.
La iglesia actual se debe a una restauración ejecutada en el año 1774 en estilo barroco.
Hacia finales del siglo XIX, en el marco de la Desamortización, y tras una lenta agonía, el antiguo monasterio de Ermelo deja de considerarse priorato y pasa a convertirse en una simple iglesia parroquial rural. Ya más recientemente, se convirtió en un anexo de la vecina parroquia de Santa María de Cela.

### La Historia Moderna de Bueu (sigloXV-XVIII)
La existencia de Bueu como parroquia aparece documentada en el siglo XVI. Hay que señalar que antiguamente el mar llegaba al actual emplazamiento de la iglesia.
Prácticamente desde el siglo XII hasta el siglo XVIII, la zona de Bueu queda aislada del desarrollo pesquero que experimentan otros puertos gallegos, como los vecinos puertos de Cangas y Marín, vinculados comercialmente a puertos de mayor peso comercial como los de Bayona y Pontevedra. Las zonas de Bueu, Beluso, Cela, Ermelo y Bon continúan siendo eminentemente rurales, con explotaciones agrícolas y ganaderas, limitándose la pesca a las zonas más próximas a la costa, con embarcaciones y artes adaptadas a este entorno. En el siglo XVI, los vecinos de estas zonas todavía no participan en la pesca de altura en el litoral canario, ni en Terranova, ni en la pesca del congrio, como sí lo hacen marineros de las zonas de Riveira y Vigo.
En el año 1594, los piratas ingleses saquearon e incendiaron la Isla de Ons.
En diciembre de 1617, los piratas turcos arrasan las vecinas parroquia de Domayo (Moaña) y la villa de Cangas, lo que potenció ciertos cambios políticos en Galicia y en la evolución del litoral gallego.
A mediados del siglo XVIII, las tierras productivas no resultan suficientes para abastecer las necesidades de la población, por ejemplo, en la parroquia de Beluso la producción agrícola sólo cubría las necesidades alimenticias de la población durante una cuarta parte del año. La producción local se limita al tipo artesanal, el comercio local es de tipo minorista y existen muy pocos profesionales liberales. Las importaciones, principalmente procedente del Río de la Plata, empiezan también a competir con la producción local. Y, además, el sistema fiscal y señorial carga enormemente a la población con el pago de rentas (foros, subforos, diezmos, primicias, voto, sisas...). En este contexto aparecen los primeros emigrantes.
Hacia finales del siglo XVIII, las territorios asociados a Bueu inician un período más próspero en cuanto a la pesca, lo que supone una mayor vinculación de la economía local con el mar. En esta época se estima que un 10% de la población se dedicaba a la pesca, aunque todavía, en su mayor parte, de manera secundaria a los trabajos agrícolas.

#### La Inquisición en Bueu en 1621
Un comisario del Santo Oficio se había encaprichado de la hija de Catalina Pernas, vecina de la parroquia de Cela, y ante la negativa de ésta a entregársela, fue acusada de brujería y encarcelada el 20 de julio de 1621. Catalina fue juzgada con el testimonio de 21 falsos testigos aportados por el mismo comisario y torturada los días 29, 30 y 31 del mismo mes. Finalmente, los testigos se retractaron y Catalina fue puesta en libertad el 15 de agosto del mismo año.

### La industrialización pesquera de Bueu (sigloXVIII-XIX)
Los cambios políticos, militares, sociales y económicos acontecidos a principios del siglo XVIII sentarán las bases del futuro desarrollo industrial pesquero en Galicia en general y en Bueu en particular. Sin embargo, la situación económica de la mayoría de los marineros gallegos impide que se conviertan en inversores y serán, en consecuencia, los armadores, industriales y comerciantes foráneos, principalmente catalanes, los principales inversores.
Estos inversores foráneos traerán consigo nuevas artes pesqueras y nuevas técnicas de transformación del producto, pues aunque la pesca de la sardina en Bueu es tan antigua como el propio origen de la villa, fue gracias a los fomentadores catalanes que se introdujeron los cambios necesarios en las estructuras productivas locales. Tanto los nuevos métodos de pesca como los nuevos métodos productivos eran mucho más eficientes, asegurando tanto la venta del producto principal como de todos los productos secundarios a precios mucho más competitivos y garantizando la rentabilidad de toda la estructura productiva.
Es importante mencionar que estos fomentadores catalanes no actuaron como meros inversores desde sus tierras de origen, sino que inmigraron a Bueu y se integraron en la sociedad local.
El primer fomentador catalán del que hay constancia es Joseph Mariano Roura, en 1764, que residía en Beluso y adquirió una propiedad en 1765 para la construcción de una fábrica y almacén de salazón. También hay registros acerca de Pedro Marich San Román y una salazón en la playa de Beluso o el convenio que firmó en 1782 con Francisco Cistere.
También hay constancia de los fomentadores de origen italiano que se instalaron en Bueu, como Emilio Gaggero Rossi o Giuseppe Fazzina Ambroggio.
Todos estos cambios económicos y sociales fueron percibidos como una amenaza por las estructuras del Antiguo Régimen que vieron amenazadas sus posiciones y promovieron una beligerante oposición involucrando a marineros e incluso a los ilustrados gallegos. Otros no criticaron tanto los métodos o estructuras productivas como que los beneficios generados no se reinvirtiesen en Galicia sino en la industrialización de Barcelona.
Durante las primeras décadas del siglo XIX, los impuestos a la sal son tan elevados que se desarrolla la actividad contrabandística, que altera el desarrollo industrial y el propio mercado.
Durante la segunda y tercera décadas del siglo XIX se produce un gran auge en el comercio de la sardina gallega, especialmente en cuanto a la exportación.
A partir de la segunda mitad del siglo XIX, algunos cambios sociales, como el menor número de reclutamientos para la Armada, favorecen la actividad y la capitalización de los marineros, lo que les permite acceder a la propiedad de los medios productivos.
Sin embargo, esta industria local no alcanza todo su potencial debido a la falta de infraestructuras, como la ausencia de ferrocarril que limita la comercialización hacia el interior de productos frescos no destinados a la salazón o conserva. Además, el puerto de Bueu no consigue establecerse como punto comercial a pesar de los esfuerzos políticos locales, lo que obliga a desplazar la flota de altura y evita la actividad comercial consignataria.
Desde finales del siglo XIX y durante la primera mitad del siglo XX, la economía local permanecerá fuertemente ligada a esta nueva industria conservera.
Se tiene constancia documentada de más de 25 fábricas de salazones y conservas en el término municipal durante los siglos XVIII, XIX y XX.
Esto dio un gran impulso a la villa, construyéndose los modernos edificios de la lonja y la plaza de abastos.

### La Historia Contemporánea de Bueu (sigloXIX- actualidad)

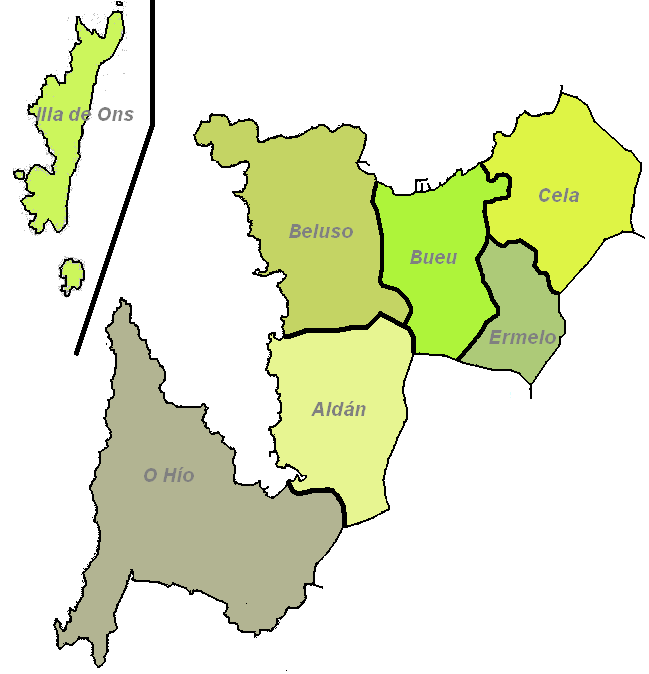
Las siete parroquias del municipio de Bueu antes de la última reforma municipal.

Durante el siglo XIX, la industria de la salazón en Bueu no sólo influye en la estructura productiva sino que, en paralelo a los cambios políticos que experimenta el país durante esta época, tiene una gran repercusión política y social.
Durante el siglo XIX también tienen lugar en Bueu actividades ilegales como el contrabando de sal o la participación en la navegación gallega de trata de esclavos tras la prohibición de esta práctica. También es destacable el corsarismo practicado por Pedro Plá.
En el año 1820, las ciudades de La Coruña, Pontevedra y Vigo apoyan el levantamiento de Riego; Juan Fontenla, junto con 600 vecinos del Morrazo, participan en el levantamiento de Vigo.
Durante esta época y a raíz de la supresión de los mayorazgos, el Pazo de Santa Cruz es heredado por Melitón Pimentel.
Como consecuencia de las políticas del Trienio Liberal, con la eliminación de los derechos jurisdiccionales, la familia Aldao pierde sus derechos de señorío sobre los cotos de Bon y Vilar.
Bueu se constituyó como ayuntamiento el 30 de noviembre de 1836, incluyendo las parroquias de Aldán e Hío, que pasaron a pertenecer al municipio de Cangas en la reforma de 1873.
Otro suceso importante en el siglo XIX fue el cambio en la división provincial de Galicia, desapareciendo las provincias de Tuy y Santiago, lo que deslocaliza el viejo poder territorial; además, Bueu pasa de pertenecer a la provincia de Santiago a la nueva provincia de Pontevedra.
En 1856 se le concede por Real Cédula el título de Villa.
En el primer tercio del siglo XX el puerto de Bueu llegó a ser el más importante de la península del Morrazo y de toda la ría de Pontevedra. Hoy en día esta flota está formada por más de un centenar de barcos, pero gran parte de la industria dedicada a la conserva ha desaparecido. Apenas queda nada de las 4 grandes firmas nacionales que estuvieron en activo hasta hace unos años.
La mayor parte de la población activa forma parte de flotas de pesca de altura en barcos que aun siendo de Bueu, tienen su base en otros países u otros puertos más cercanos como los de Cangas, Vigo o Marín.

### El protestantismo en Bueu
Se tiene constancia de que a partir del año 1897 se inició en Bueu la actividad religiosa protestante con el apoyo de la Iglesia evangélica de Marín. La principal impulsora  de la iniciativa evangélica en Bueu fue Dolores Portela Troncoso, conocida también como "Dolores la protestanta" o "la lectora bíblica"; originaria de Seixo. Después de convertirse al protestantismo llegó a vender su casa para posteriormente donar el terreno en el que se construyó la Iglesia evangélica de Seixo. Murió a los 70 años y fue enterrada en Cela.
Dolores Portela solicitó permiso a la congregación protestante de Marín a la que ella pertenecía para establecer una iglesia protestante en Bueu. Inicialmente el permiso le fue denegado por Luis de Wirtz por miedo a que la apedreasen como había sucedido en Estribela, puesto que este se encontraba en Madrid intentando conseguir el permiso para la edificación de la capilla de la Iglesia evangélica de Marín, y el pastor Cecilio Hoyle se había trasladado con su familia a Inglaterra temporalmente por motivos de salud de su hija.
Lidia Brooks de Wirtz se unió a la solicitud de Dolores Portela consiguiendo finalmente el beneplácito de Luis de Wirtz, su esposo. Por lo que a su regreso de la capital, la familia Wirtz se instaló en Bueu. Posteriormente se trasladaron a Marín a petición de Cecilio Hoyle hasta que se terminó la construcción de la Iglesia evangélica de Marín en 1899, tras lo que retornaron a Bueu.
No se conoce con certeza el lugar exacto donde se celebraban sus reuniones, pero a través de las descripciones recogidas en algunos documentos, se desprende que sería en algún local del Penedo (Robaleira).
La llegada del protestantismo a la villa tuvo inicialmente buena acogida entre los vecinos pero simultáneamente padeció la oposición de la iglesia católica que se valió del apoyo de los gerentes de la industria más importante de Bueu en aquel momento, la conservera Massó.

El abate y cinco sacerdotes denuncian furiosamente la nueva religión en Bueu, pero no pueden hacer nada, porque todo el pueblo se ha enamorado de los protestantes, y las multitudes que no pueden conseguir asiento interrumpen el tránsito en el camino cada vez que se anuncia un culto protestante.
 Noticia en el periódico Faro de Vigo.

En cumplimiento de lo que V. Ema. me ordena por conducto del muy digno Sr. de cámara, debo manifesar: que al llegar a esta feligresía para desempeñar la cura de almas, me encontré con la novedad de que los protestantes habían alquilado unas casas para vivir y dar conferencias evangelísticas: novedad que entiendo no debía participar a S. Ema. sinó después de enterarme completamente del asunto y tomar medidas proporcionadas a la gravedad del mal, que voy a referir.
Enterado de la verdad del aserto y de que era un hecho el alquiler de tres casas, hoy ya no tienen más que dos en el pueblo... después hago la catequesis de niños y adultos, a cuyo acto asisten y ayudan dos coadjutores; y por la tarde reuno también el pueblo y rezado el rosario, le dirijo una breve plática moral-doctrinal, a cuyos ejercicios asiste regular concurrencia.
Además de estos medios que estoy poniendo en práctica, he invitado a los párrocos vecinos a una conferencia en esta Rectoral para ponernos de acuerdo en la adopción de medios preventivos a los que han asistido, como también las personas más influyentes y de viso en este pueblo, quienes todas de consuno se prometieron trabajar para impedir que el veneno de la herejía se propague en esta parroquia. Y, efectivamente, los dueños de las fábricas de salazón y conservas han dado órdenes terminantes de despedir a sus dependientes en el mero hecho de que asistieran a las conferencias evangelísticas, aunque no fuera más que por curiosidad, lo que es indudablemente de gran efecto...; mis primeros pasos fueron dirigirme atentamente a las Autoridades locales para que éstas desplegaran su celo a fin de reprimir el pugilato de la secta diabólica.
Dado este paso, he creído oportuno, como lo hice, declarar desde el púlpito las penas y demás disposiciones de la Sta. Madre Iglesia respecto a los autores de herejes... para que nadie se dejara seducir de los engaños de los secuaces de Lutero, Calvino y demás de su escuela.
 Escrito del párroco de Bueu, Juan Martínez, al cardenal arzobispo de Santiago de Compostela. 23 de septiembre de 1897.

Una influyente firma de exportadores de sardina, propietaria de embarcaciones y que daba trabajo a centenares de obreros, fue la principal responsable. Frecuentemente, a la hora del servicio, cuatro empleados de la misma se apostaban en el camino que llevaba a la capilla, ofreciendo dinero a los hombres para que fueran a beber en lugar de asistir al culto.
Lidia Brooks de Wirtz según lo relatado en Cosecha Española de Juana de Wirtz.

Un año después del establecimiento de los protestantes en la villa, se organizó un debate público entre católicos y protestantes. Luis de Wirtz fue el encargado de defender la causa protestante. El debate suscitó un gran interés en el municipio. Las disertaciones se desarrollaron por turnos y abarcaron las diversas discrepancias teológicas entre ambas confesiones hasta que el abogado que defendía la postura católica concedió a Wirtz la victoria

## Geografía humana

### Organización territorial
El municipio está formado por cincuenta y cuatro entidades de población distribuidas en seis parroquias:
- Beluso (Santa María P.)[17][18]
- Bueu (San Martín)[15][19]
- Cela (Santa María P.)[20][21]
- Ermelo (Santiago A.)[22]
- Isla de Ons[15]
- San Martín de Afuera P. de Bueu[23]

Una de las peculiaridades del municipio es que una de sus parroquias es la Isla de Ons, localizada en la ría de Pontevedra y es la única isla del parque nacional de las Islas Atlánticas de Galicia que se encuentra habitada en la actualidad. Por otra parte, todas las parroquias del municipio son costeras a excepción de Ermelo.

### Demografía
Cuenta con una población de 11 837 habitantes (INE 2024).
| Gráfica de evolución demográfica de Bueu entre 1842 y 2021                                                            |
| |
| Población de derecho según los censos de población del INE. Población de hecho según los censos de población del INE. |

## Administración y política

### Símbolos

Escudo de Bueu.

#### Escudo
El escudo municipal fue aprobado mediante el Decreto 90/2013 de 30 de mayo. Su descripción es la siguiente:

Bandera de Bueu.

De azur (azul), un navío (bergantín) de oro (amarillo) con las velas desplegadas de plata (blanco), sobre ondas de plata y azur. Al timbre, corona real cerrada.

#### Bandera
La bandera municipal fue aprobada mediante el Decreto 90/2013 de 30 de mayo. Su descripción es la siguiente:

El paño azul y, al batiente, tres franjas verticales y ondadas de blanco.

### Ayuntamiento

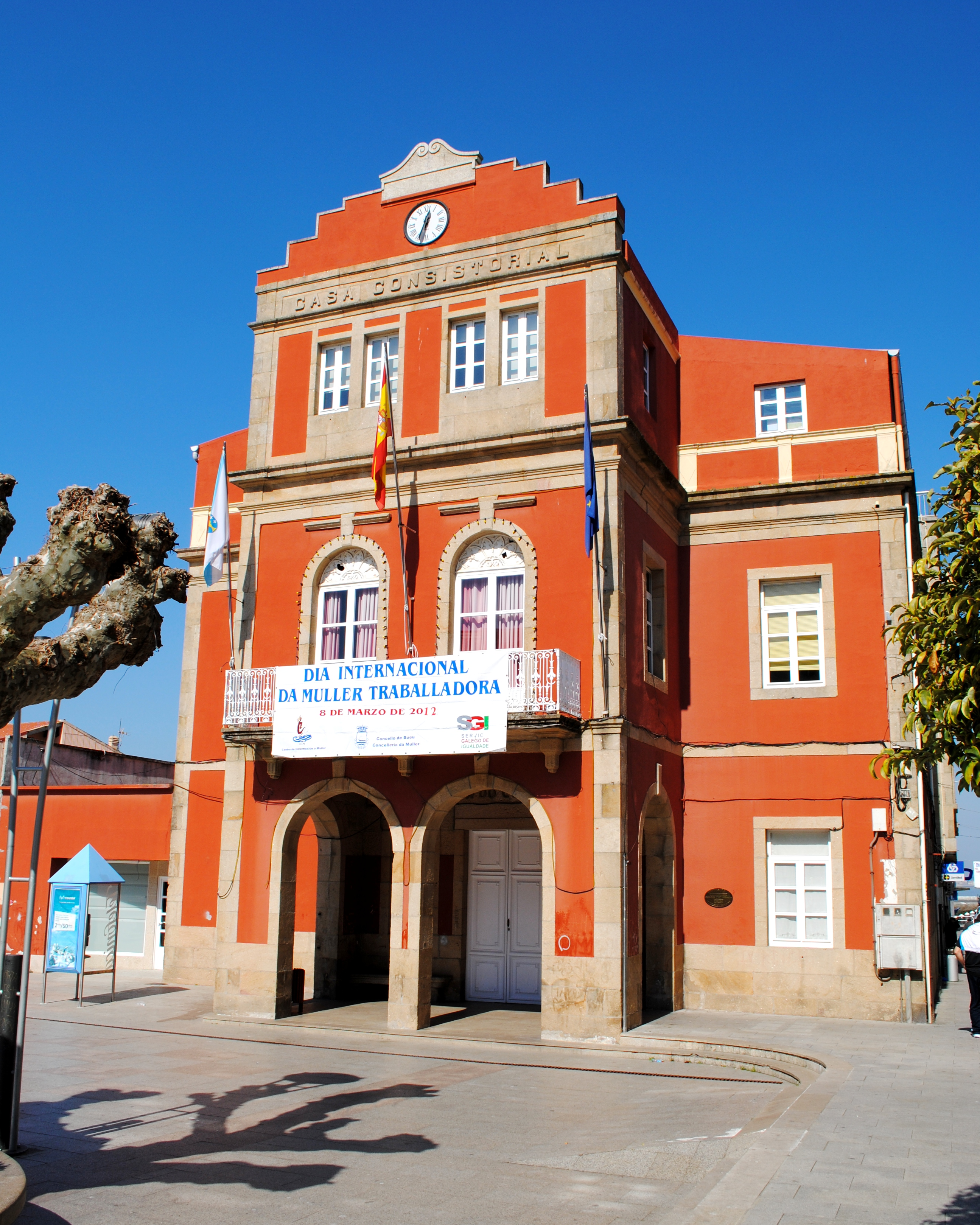
Casa consistorial

| Resultados de las elecciones municipales del 28 de mayo de 2023 en Bueu |                      |       |            |            |
| Nombre                                                                  | Candidato/a          | Votos | Porcentaje | Concejales |
| Bloque Nacionalista Galego                                              | Félix Juncal Novas   | 2.778 | 44.56 %    | 8          |
| Partido Popular de Galicia                                              | Elena Estévez Freire | 2.593 | 41.6 %     | 7          |
| Partido dos Socialistas de Galicia-Partido Socialista Obrero Español    | Camilo Mancelle      | 749   | 12.01 %    | 2          |

### Mancomunidad
El ayuntamiento de Bueu forma parte de la Mancomunidad de Ayuntamientos del Morrazo junto con los ayuntamientos de Cangas y Moaña. A través de esta mancomunidad se gestionan algunos servicios municipales, como la gestión de residuos, de manera conjunta.

## Patrimonio

### Patrimonio arqueológico

#### Mámoas y petroglifos
- Mámoas de Castiñeiras: 3 mámoas del Neolítico localizadas en el lugar de Castiñeiras.[7] Las excavaciones realizadas en la década de los 90 revelaron que habían sufrido agresiones.[7]
- Mámoa do Forno das Arcas: mámoa del Neolítico localizada en el lugar de Chans, en la parroquia de Cela.[7] Se encuentra parcialmente enterrada y algunas de las piedras están desplazadas de su posición original.[7]
- Petroglifo de Abelaires: petroglifo localizado en el lugar de Castiñeiras, con representaciones circulares y laberínticas, que data del 2000 a. C.[7]

#### Yacimientos romanos
- Yacimiento romano de Pescadoira: en la zona de Pescadoira se localizó un yacimiento romano con los restos de una fábrica de salazón del siglo II, que incluye un horno cerámico, y los restos de una villa romana, con un patio porticado, un horno doméstico y diferentes estancias.[7][4]
- Calzada romana de Meiro: en la zona de Meiro, parroquia de Bueu, se encuentran los restos de la calzada romana que conectaba la península del Morrazo con la zona de Pontevedra, probablemente perteneciente a la ruta per loca marítima, conocida como Vía XX .[31][32][33]

### Patrimonio religioso

#### Iglesias, capillas y ermitas

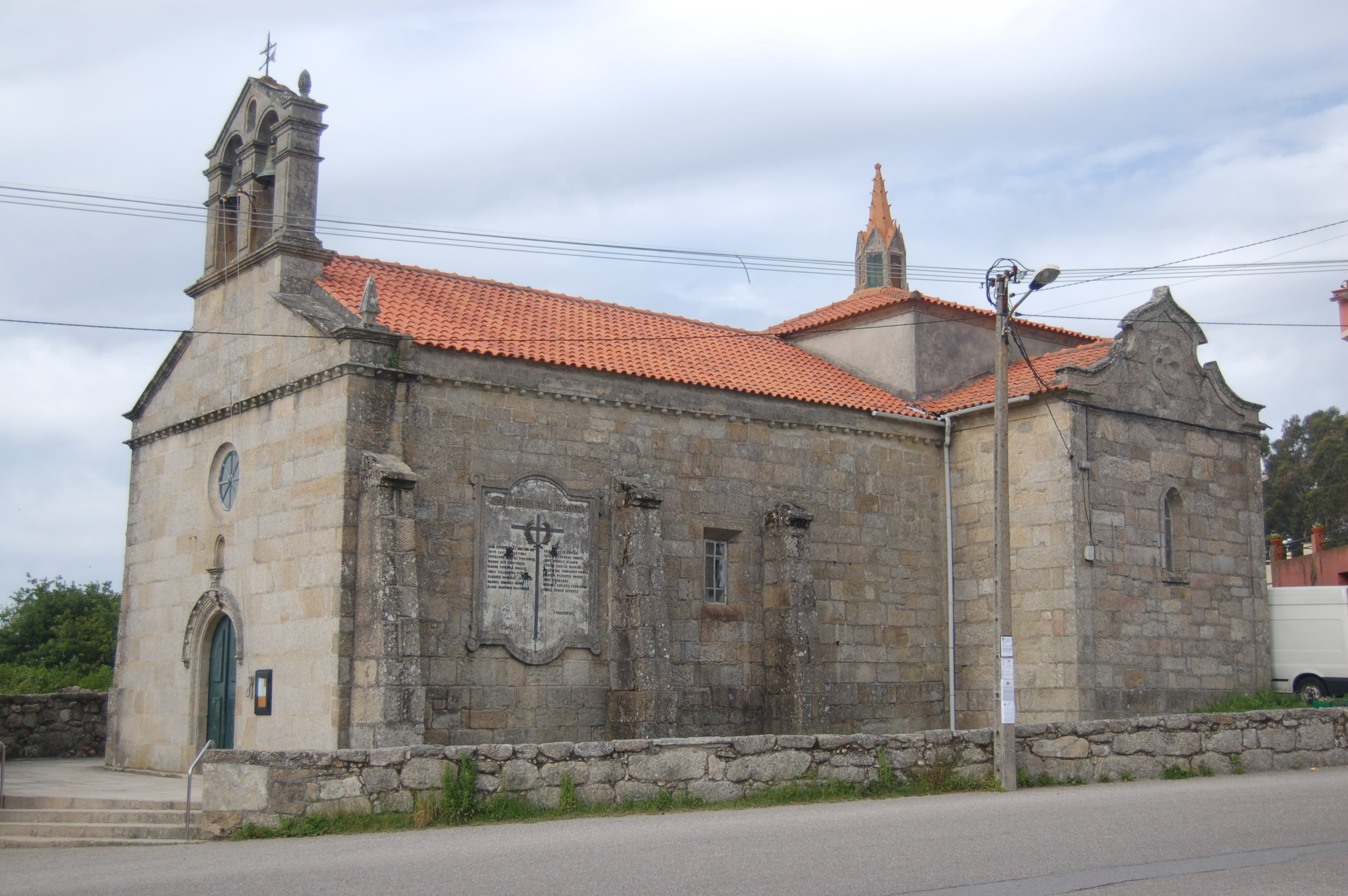
Iglesia de Santa María de Beluso.

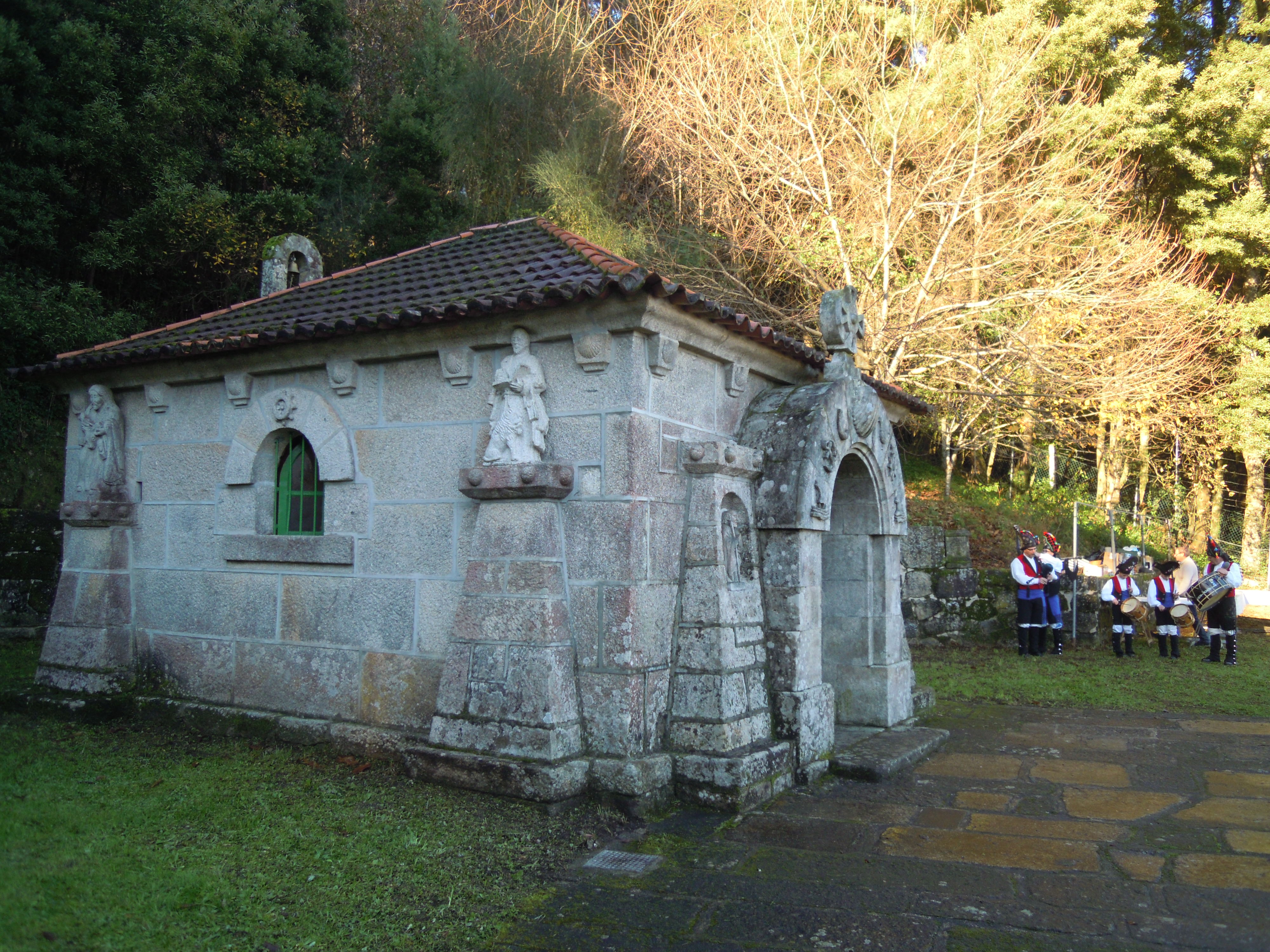
Capilla de los Santos Reyes.

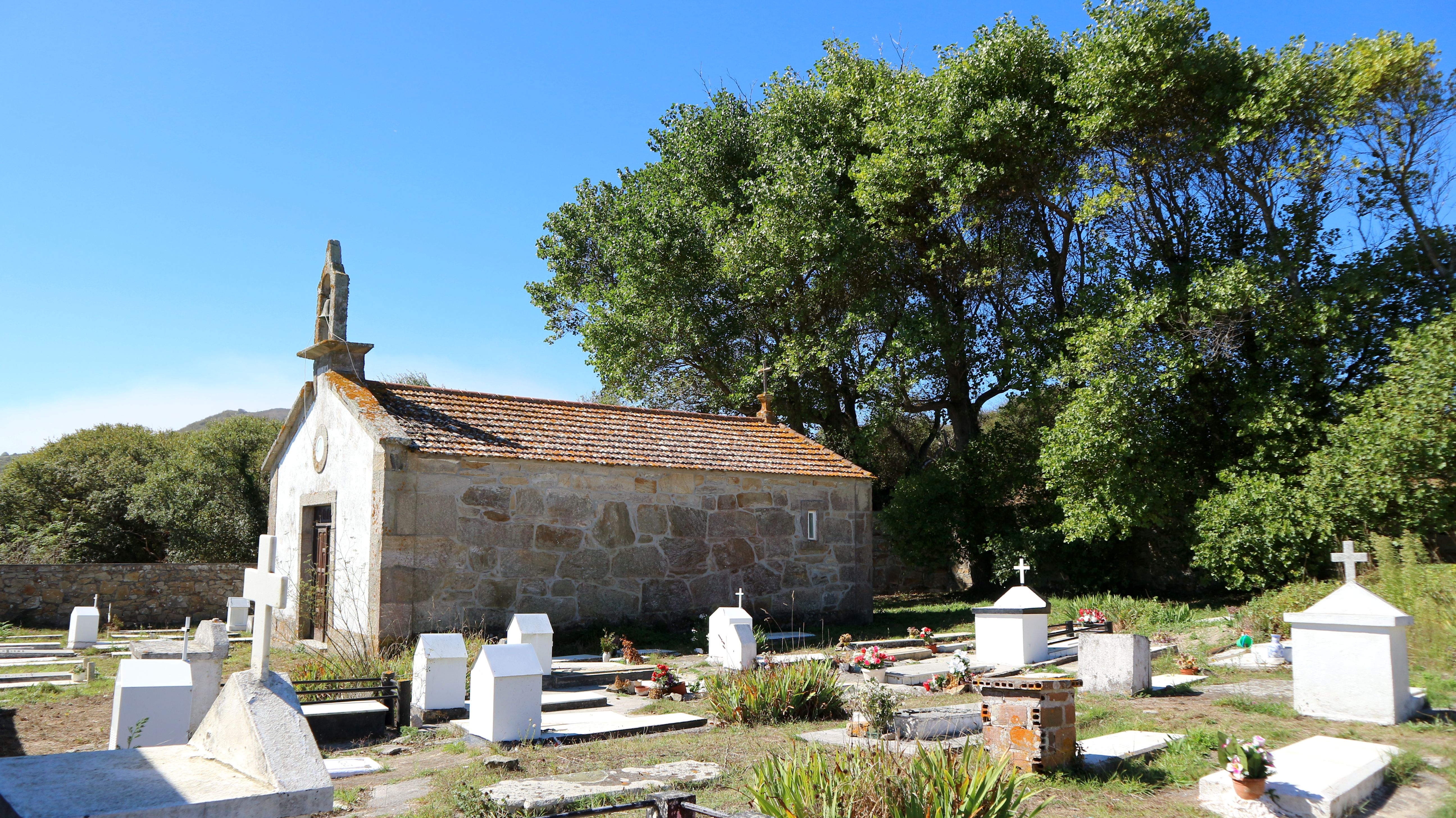
Ermita de San Joaquín en la Isla de Ons.

- Iglesia de San Martín de Bueu: Situada en el lugar de O Valado, en la parroquia de Bueu. Hasta mediados del siglo XIX fue una iglesia de estilo románico que desapareció al construir la actual en el mismo lugar en el año 1865. Todo el material de la iglesia antigua se empleó en la construcción de la nueva, especialmente en la cimentación; de hecho, en el año 1974, cuando se construyó el nuevo tejado, se localizaron algunas piedras características del antiguo templo románico. Se trata de una iglesia de tres naves y ábside rectagular. La fachada principal está orientada al este, al contrario que la mayoría de las iglesias, debido a la orografía del terreno; es de estilo neoclásico y presenta un frente muy compartimentado con diferentes relieves donde destacan un sobrio frontón triangular y la torre del campanario abierta por sus cuatro lados.[34]
- Iglesia de Santa María de Beluso: Situada en el lugar de A Rosa, en la parroquia de Beluso. Aparece mencionada ya en documentos del siglo XII, aunque el cuerpo principal actual data del siglo XVI y las capillas laterales se añadieron en reformas posteriores. Es una iglesia que combina los estilos románico y neoclásico; presenta planta de cruz latina, bóveda de cañón y tres contrafuertes exteriores a cada lado de la nave principal. El campanario en espadaña fue reconstruido en el año 1886.[34]
- Iglesia de Santa María de Cela: Situada en el lugar de Igrexarios, en la parroquia de Cela. Data de finales del siglo XII, aunque se acometió una importante reforma en 1746 y la sacristía se añadió en torno a 1700. La iglesia es fundamentalmente de estilo románico, aunque en su interior posee un falso techo de madera de estilos barroco y neoclásico. Posee una única nave con un ábside rectangular y bóveda de cañón apuntada; en la fachada destacan el campanario en espadaña, el pórtico con dos arquivoltas y el tímpano semicircular esculpido. En el interior posee un segundo piso de madera donde se sitúa el coro. Destaca también la presencia de numerosos canecillos de diferentes temas y formas en todo el templo.[34]
- Iglesia de San Joaquín.[34]
- Iglesia prioral de Santiago de Ermelo.[34]
- Capilla de los Santos Reyes.[34]
- Capilla de San José[34]
- Capilla de San Antonio de Padua.[34]
- Ermita de San Mamed también conocida como ermita de Sanamedio.[34] Este santuario aparece reflejado en las Cantigas de amigo de Johan de Cangas, escritas en el siglo XIV.
- Ermita de San Joaquín.[34]
- Ermita de San Lorenzo.[34]

#### Cruceros y petos de ánimas
- Crucero de Morousos: se trata de un crucero del año 1700, ubicado en el lugar de Castiñeiras, en un cruce de caminos entre Bueu, Cangas y Aldán.[7] El crucero muestra, por un lado, a Jesús crucificado y por otro a la Virgen en posición de rezo.[7]
- Peto de ánimas de San Antoniño: se trata de un peto de ánimas ubicado en el lugar de Meiro, próximo a la calzada romana.[7]

### Arquitectura civil

#### Pazos y casas grandes

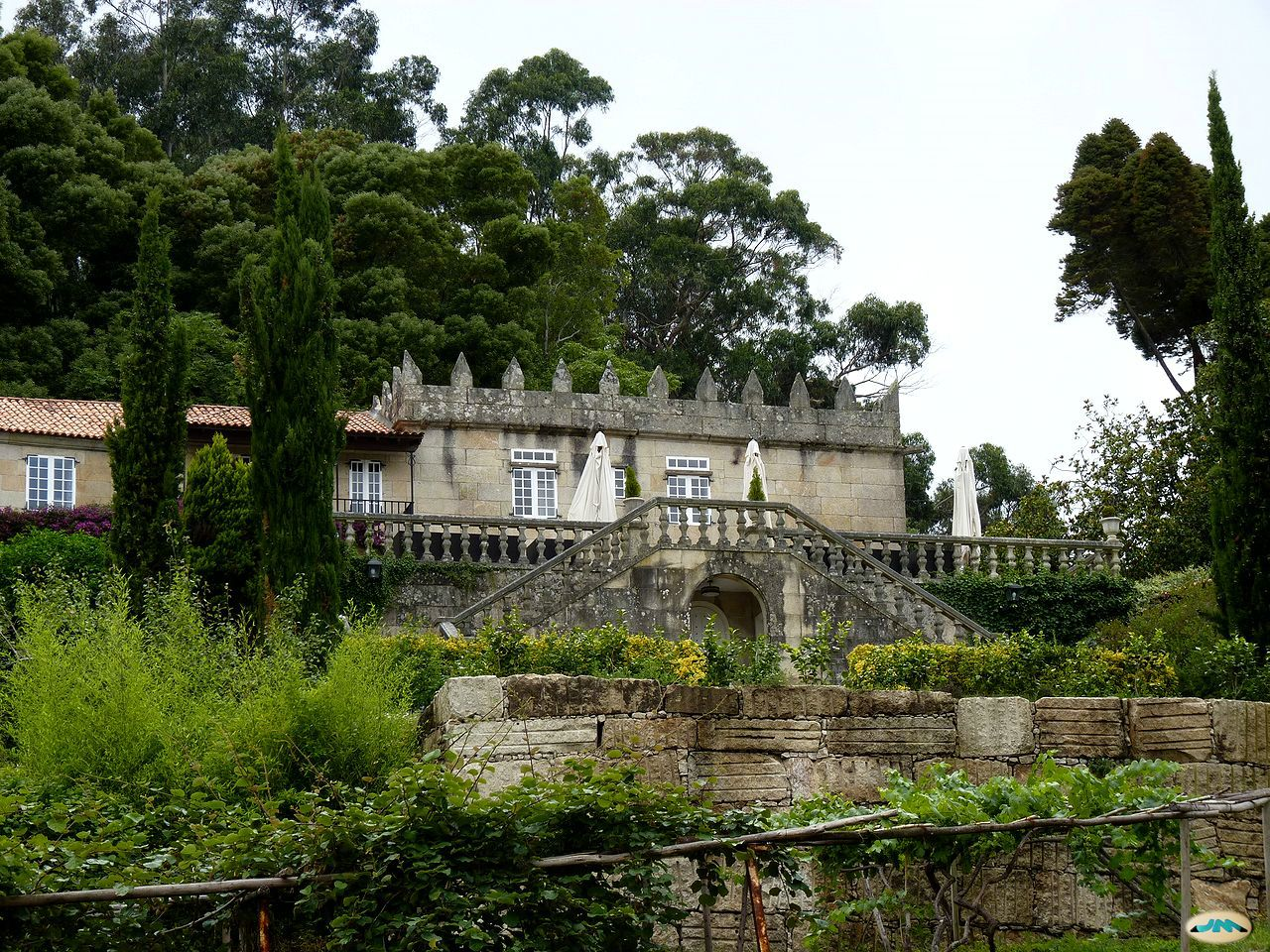
Pazo de Santa Cruz.

En el municipio se encuentran varios pazos y casas grandes, siendo los más destacados los siguientes:
- Pazo de Santa Cruz: También se conoce como Pazo de Quitapesares; está situado en el lugar de A Carrasqueira y es de propiedad privada. Fue construido en 1659 por Fernando de la Rúa Freire, abad de Bueu y comisario del Santo Oficio, que también era el señor de los pazos de Castrelo y Ouril. Se encuentra en muy buen estado de conservación y cuenta con tres escudos, una torre almenada, un hórreo y, antiguamente, un palomar. El pazo incluye un terreno de 66.000 metros cuadrados. En 1671 se construyó en la propiedad una capilla de estilo gótico tardíó en honor a Santa Ifigenia, aunque en su altar mayor no hay ninguna imagen suya, sino una cruz de ébano y marfil que da nombre al pazo. En el año 2008 se instaló un gran invernadero que se utiliza como salón de bodas.[34]
- Pazo de Ouril: Pazo de estilo barroco construido en el lugar de Chan do Piñeiro en el primer cuarto del siglo XVII por Benito Antonio de la Rúa Mondragón como residencia para su segunda esposa María Josefa Villar Prego y Montenegro. Posee una torre almenada, un hórreo, un palomar y está rodeado por cuidados jardines y terreno boscoso.[34]
- Pazo de Castrelo: Pazo de estilo barroco construido en el lugar de O Valado en el siglo XVII por Fernando de la Rúa Freire. Fue la residencia José Gómez de la Cueva, más conocido como Johan Carballeira. A mediados del siglo XX fue reformado con algunos añadidos como las almenas.[34]
- Pazo do Casal: Popularmente conocida como Casa de los Picos.[35] Fue la casa de la familia Aldao desde la época bajomedieval hasta bien entrado el siglo XIX. Posteriormente, y durante un período corto de tiempo, fue la sede del Juzgado Municipal, para pasar después a ser propiedad privada de nuevo. Situado en el lugar de A Graña y construido en el siglo XV, poseía originalmente una torre, troneras y foso que con el paso del tiempo se fueron perdiendo.[34]
- Casa Grande do Placer: Casona que recibe su nombre del paisaje que la rodea, situada en el lugar de As Castiñáns. Fue fundada en el año 1600 por Antonio Rodríguez de Aldao, hijo de los señores del Pazo do Casal. Fue diseñada como una granja que abastecería a la casa principal situada en Pontevedra, pero finalmente se convirtió en residencia habitual de los dueños. Se trata de un edificio de planta rectangular sin almenas, con una gran balconada y una capilla, adosada en uno de sus laterales, dedicada a San Antonio de Padua. Aunque la capilla está datada en el año 1732 se estima que la construcción fue próxima a la de la propia casona. En la propiedad también existe un hórreo de seis pies construido en piedra y madera y una fuente.[34]

#### Molinos
- Molino de la presa: Molino hidráulico de piedra situado al lado de una presa en el río Canudo, en el lugar de Meiro.[7] Fue restaurado en el año 1996.[7]
- Molino de Avical: Molino hidráulico de piedra ubicado en el lugar de Bon, parroquia de Beluso.[7] El canal, montado sobre muros de piedra, salva un desnivel de 10 metros y desemboca en un cubo circular de 8 metros de altura.[7] Una de sus paredes está ornamentada con las figuras de un hombre y una mujer.[7] Fue restaurado a mediados de la década de los 90.[7]

### Patrimonio natural

#### Playas
Desde el arenal de Lapamán en la parroquia de Cela, hasta la cala de Reventóns, en Beluso, los más de diez kilómetros de costa del municipio de Bueu acogen una sucesión de numerosas playas, además de los arenales de la Isla de Ons, espacio protegido dentro del parque nacional de las Islas Atlánticas de Galicia.

##### Playas de Beluso
- A Roiba: Pequeña playa semiurbana situada en Punta da Pedra; sólo existe durante la bajamar. Antiguamente albergaba una fábrica de salazón.[34][36]
- Ancoradouro: Playa inmersa en un entorno rural, virgen. Rodeada de curiosas formaciones graníticas. Con aguas tranquilas y soleada. Está incluida en la Red Natura 2000.[34][36]
- Area de Bon: Playa situada en un entorno forestal y rural, con bosques que casi tocan el mar. Ventosa, con aguas tranquilas. Zona de fondeo de embarcaciones. Entre los servicios que ofrece esta playa, que habitualmente ostenta Bandera Azul, están el acceso para tráfico rodado, las zonas de aparcamiento, accesos para personas con movilidad reducida, socorristas, duchas, aseos, vestuarios, agua potable y quioscos.[34][36][37][38][39][40][41][42][43][44][45][46][47][48][49][50]
- Beluso: Playa de carácter marinero. Abrigada de los vientos, con aguas tranquilas. Es una playa portuaria, con zona de fondeo de embarcaciones. Dotada de un paseo marítimo con locales de restauración.[34][36]
- Lagos: Situada en la cara sur del Cabo Udra, es una playa ventosa, rocosa, con oleaje moderado y corrientes marinas. Tiene aparcamiento, acceso para personas con movilidad reducida, socorristas, aseos, duchas, agua potable y quiosco. Suele ostentar Bandera Azul.[34][36][37][38][39][40][41][42][43][44][45][46][47][48][49][50]
- Mourisca: Playa rodeada de bosques y acantilados, integrada en la Red Natura 2000. Es ventosa con aguas muy cristalinas. Consta de una zona de fondeo de embarcaciones y todavía perduran los vestigios de una antigua fábrica de salazón. En cuanto a servicios, tiene acceso para tráfico rodado, aparcamiento, duchas, aseos y quiosco.[34][36]
- Pedrón: Playa pequeña, situada en medio de la naturaleza, rodeada de bosque y grandes rocas que dificultan el acceso, por lo que sólo se puede llegar a pie. Es ventosa con aguas cristalinas, una playa paradisíaca. Está autorizada para el nudismo.[34][36]
- Reventóns: Playa situada en la desembocadura de un río; de difícil entrada y con muy pocos servicios e infraestructuras.[34][36]
- Robaleira: Pequeña playa semiurbana que sólo existe durante la bajamar; su arena es fina y sus aguas tranquilas.[34][36]
- Sartaxéns: Pequeña playa rocosa y sombría de aguas claras donde se permite practicar nudismo.[34][36]
- Tuia: Playa de gran extensión que se incluye en el espacio protegido de Cabo Udra. Su valor paisajístico se acentúa por su complejo dunar y la vegetación que rodea el arenal. Es una playa ventosa y con gran oleaje. Tiene dos playas situadas en sendos extremos. En su derecha, encontramos una pequeña cala donde se suele hacer nudismo, separada solo por un pequeño conjunto de rocas cuando sube la marea. A la izquierda, la playa de Cornide. En la playa de Tuia puedes disfrutar de unas bonitas vistas hacia el faro de Mourisca.[34][36]

##### Playas de Bueu

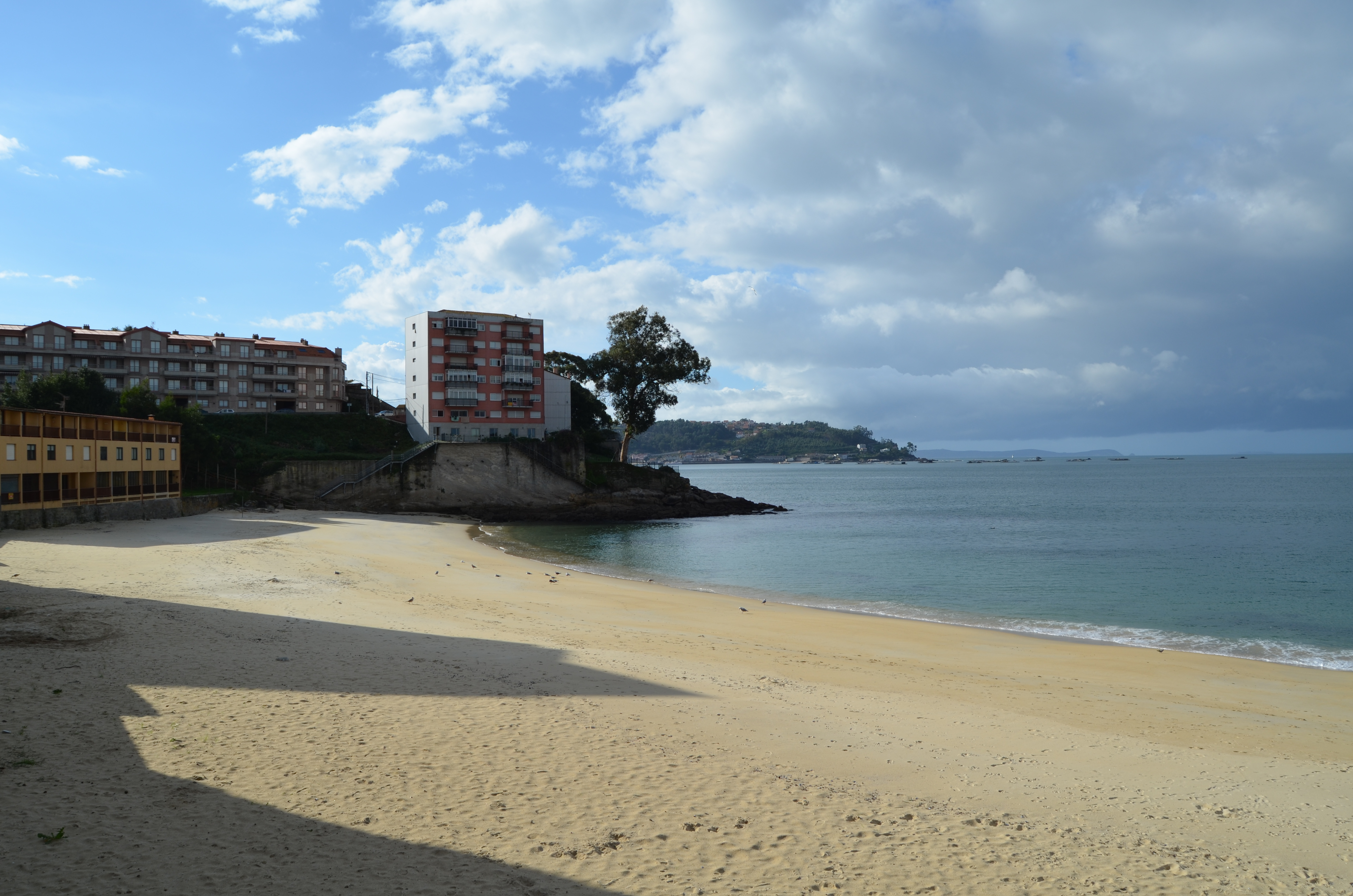
Playa de Loureiro

- Loureiro: Playa de unos 300 metros de arena gruesa, contigua a la playa de Agrelo, entre Punta Corbeiro y Punta Petís. Posee zona de fondeo de embarcaciones y locales de restauración.[34][36]
- Pescadoira: Playa pequeña ubicada en el núcleo urbano de Bueu. Dividida por un pequeño muelle donde se encuentra el club náutico. Con aguas tranquilas y protegida del viento. Zona de fondeo de embarcaciones.[34][36]
- Petís: Pequeña playa semiurbana.[34][36]
- Banda do Rio: La playa más céntrica, al lado del puerto, posee un hermoso paseo marítimo ajardinado cerca de la mayor parte de los establecimientos hoteleros de la localidad. En las inmediaciones de la playa se encuentran claros ejemplos de la arquitectura marinera de la zona así como una carpintería de ribera donde todavía se construyen embarcaciones tradicionales; en un extremo del arenal se encuentra "O Penedo", barranco rocoso con numerosas cuevas como "Burato da Londra" y donde se cree que desembocaban túneles secretos que conectaban la costa con el monte Liboreiro y el Pazo de Santa Cruz. Entre los servicios que ofrece esta playa se encuentran las zonas de aparcamiento, duchas, vestuarios y locales de restauración.[34][36] Desde el año 2022 ostenta Bandera Azul.[51]

##### Playas de Cela
- Agrelo: Playa semiurbana, separada de los arenales de Loureiro y Portomayor por sendos peñascos. Entre los servicios de esta playa se encuentran las zonas de aparcamiento, duchas, vestuarios, disponibilidad de agua potable y locales de restauración.[34][36]
- Covelo: Pequeña playa con forma rectilínea situada próxima a la playa de Lapamán.[34][36]
- Lapamán: Playa con la arena más fina y blanca de todos los arenales del municipio, que habitualmente ostenta Bandera Azul. Es una playa compartida con el vecino ayuntamiento de Marín, contigua a la playa de Santo do Mar. En su entorno existen varios locales de restauración.[34][36][38][39][40][41][42][43][44][45]
- Muíño Vello: Playa de arena blanca y fina. Contigua a la playa de Lapamán, con la cual comparte servicios.[34][36]
- Pedreira: Pequeña playa con abundantes piedras y cantos rodados.[34][36]
- Portomaior: Playa semiurbana dotada de todos los servicios y que habitualmente ostenta Bandera Azul, combinando el atractivo natural con todas las comodidades. Se encuentra separada de la playa de Agrelo por un peñasco.[34][36][37][38][39][40][41][42][43][44][45][46][47][48][49][50][52]

##### Playas de la Isla de Ons
- As Dornas: Playa situada al norte de la Isla de Ons, en el entorno virgen que proporciona el parque nacional de las Islas Atlánticas de Galicia pero, con todo, posee accesos adaptados para personas con movilidad reducida. Sus aguas son tranquilas, cristalinas y frías.[36]
- Area dos Cans: Playa también situada al norte de la Isla de Ons; aunque también se encuentra en un entorno virgen, el arenal es accesible para personas con movilidad reducida. Con la marea baja se puede llegar caminando hasta "A laxe do Crego", una sepultura con forma de silueta humana rodeada de leyendas.[36]
- Canexol.[36]
- Fedorentos.[36]
- Fontiñas.[36]
- Liñeiro.[36]
- Melide: Playa de arena blanca y agua cristalina, considerada la más hermosa de la isla. En esta playa se permite el nudismo.[36]
- Pereiró.[36]

##### Playas galardonadas con Bandera Azul

Distintivo Bandera Azul

- Area de Bon: galardonada con Bandera Azul todos los años desde el 2009 al 2022.[36][37][38][39][40][41][42][43][44][45][46][47][48][49][50][51]
- Banda do Río: galardonada con Bandera Azul en el año 2022.[51]
- Lagos: galardonada con Bandera Azul todos los años desde el 2009 al 2022.[36][37][38][39][40][41][42][43][44][45][46][47][48][49][50][51]
- Lapamán: galardonada con Bandera Azul todos los años desde el 2014 al 2022.[38][39][40][41][42][43][44][45][51]
- Portomaior: galardonada con Bandera Azul todos los años desde el 2008 al 2022.[36][37][38][39][40][41][42][43][44][45][46][47][48][49][50][52][51]

#### Cabo Udra
El cabo Udra es un espacio natural incluido en la Red Natura 2000 que destaca como observatorio de aves marinas.
En esta zona también se pueden observar los refugios de pastores del siglo pasado construido en los huecos de las rocas, así como los restos de dos fábricas de salazones, una en la playa de Ancoradouro y otra en la playa de Mourisca.
En cabo Udra también se conservan los restos de un antiguo cuartel militar conocido como Batería J-2.

## Cultura

### Museos y salas de exposiciones

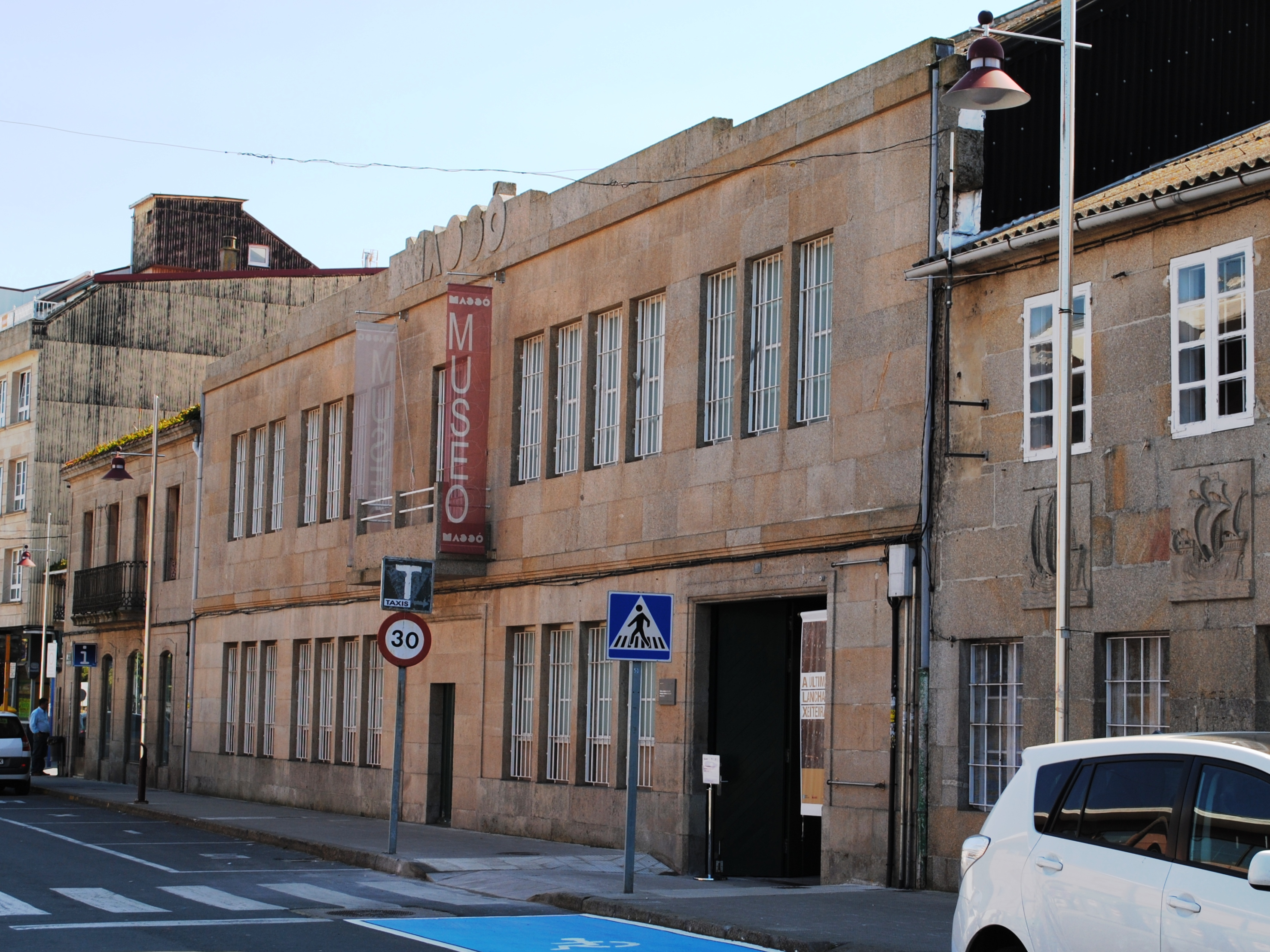
Museo Massó.

#### Museo Massó
El Museo Massó se ubica en el edificio de la antigua fábrica de conservas Massó.
La familia Massó recopiló una colección de documentos y libros antiguos, instrumentos de navegación, maquetas y otros objetos relacionados con el mar y la industria conservera. En 1928 Guillermo Marconi visitó la fábrica y sugirió la creación de un museo con dicha colección. Finalmente el 26 de noviembre de 1932 se inaugura un museo de tipo privado.
En el año 1994, tras el cierre de la fábrica, la Junta de Galicia compró la colección y los edificios que componían las instalaciones. Tras la rehabilitación correspondiente, se reinauguró el 10 de julio de 2002 como museo público.
La colección del museo incluye contenido de tipo etnográfico y antropológico, especialmente alrededor del mar y las actividades relacionadas. También contiene una colección bibliográfica de temas marítimos con ejemplares de los siglos XVI al XIX y 20 incunables.
En el museo se encuentran expuestas piezas del yacimiento romano de Pescadoira de los siglos II al IV.
Una de las salas del museo contiene una representación de las embarcaciones tradicionales más características de la zona: la dorna, el bote polbeiro y la xesteira.
Provenientes de las antiguas instalaciones conserveras de las fábricas de Massó se han recuperado 18 pilas de salazón de principios del siglo XIX, así como diferentes elementos de la industria de salazón, conservera e, incluso, ballenera.

#### Sala de exposiciones Amalia Domínguez Búa
La sala de exposiciones Amalia Domínguez Búa recibe el nombre de la benefactora que donó el edificio al Ayuntamiento, donde se realizan actividades socioculturales  y formativas. En la planta baja del edificio se ubica la sala de exposiciones donde se realizan periódicamente exposiciones temporales de múltiples disciplinas.

#### Astillero de la Banda do Río
El astillero de la Banda do Río, conocido también como Astillero de Purro, fue la última carpintería de ribera en activo del municipio y la única que se conserva en la Ría de Pontevedra. En el año 2011 fue incluido en el Inventario General de Patrimonio Cultural de Galicia, siendo la primera instalación de este tipo en recibir este grado de protección en Galicia. En diciembre del 2017 se iniciaron las obras de rehabilitación que lo transformaron en museo respetando su peculiar aspecto. Se localiza entre la avenida Montero Ríos y la playa de la Banda do Río.
El astillero fue fundado en 1920 por José del Río Casal para la producción de embarcaciones de pequeño tamaño.

### Festivales

#### Festival Internacional de Cortometrajes de Bueu
Desde el año 2008 se realiza anualmente en Bueu el Festival Internacional de Cortometrajes de Bueu, organizado por la Asociación FICBUEU, con el objetivo de difundir la cultura cinematográfica en formato corto.

#### Festival SonRías Baixas
Anualmente desde el año 2003 tiene lugar en Bueu el festival de música rock y punk denominado SonRías Baixas.

### Gastronomía

#### Fiesta del pulpo
La fiesta del pulpo de Bueu es una celebración gastronómica de exaltación de uno de los productos estrella de la localidad. Se celebra desde el año 1999 con la participación de diferentes restaurantes del municipio, encargados de presentar al público diversas presentaciones del cefalópodo incluyendo desde las más tradicionales hasta otras más modernas.

#### Fiesta del millo corvo
Desde el año 1998 se celebra en la aldea de Meiro la fiesta gastronómica de exaltación del millo corvo, una variedad de maíz negro que antaño era uno de los principales cultivos en la zona pero que dejó de utilizarse hace décadas. Esta celebración cuenta con el distintivo de Fiesta de Interés Turístico de Galicia. En ella se realizan tanto degustaciones de platos elaborados con esta variedad de maíz como talleres, exposiciones y otras actividades en torno a este producto.

### Fiestas religiosas

#### Fiesta de las Alfombras del Corpus
La celebración de la fiesta del Corpus Christi en Bueu se remonta al siglo XVII, aunque tuvo un gran auge alrededor de los años 1940 y 1950.
Durante esta festividad se realizan alfombras florales en las calles de la villa por las que saldrá posteriormente la procesión del Corpus. Estas alfombras florales son una forma de arte efímero tradicional que la Asociación de las Alfombras del Corpus de Bueu ha revitalizado desde el año 2015.
Esta fiesta fue declarada Fiesta de Interés Local en el año 2002 y Fiesta de Interés Turístico de Galicia en el año 2017.

#### Fiesta del Carmen
La fiesta del Carmen se celebra el 16 de julio en honor a la Virgen del Carmen, considerada patrona del mar; por lo que tiene una gran tradición en los pueblos marineros como es el caso de Bueu, donde la celebración destacó desde principios del siglo XX.
Destacan durante esta celebración religiosa la misa cantada y la procesión.

#### Fiesta de San Martín
La festividad religiosa de San Martín, considerado patrón de Bueu, se celebra el 11 de noviembre y está íntimamente ligada con la tradición de la matanza del cerdo, por lo que tiene también un importante componente festivo y gastronómico.